# Television Blong Vanuatu
Television Blong Vanuatu es el único canal de televisión terrestre existente en Vanuatu, perteneciente al gobierno de dicho país. Sus estudios y oficinas se ubican en la capital, Port Vila. Es administrado por Vanuatu Broadcasting and Television Corporation (VBTC), la empresa estatal de radiotelevisión.
Fue fundado en 1993 gracias a la ayuda financiera de Radio France Overseas (RFO), y actualmente transmite seis horas diarias de programación en inglés y francés. En 2006 recibió una donación de equipos de edición y cámaras de video provenientes de Canal France International.
El 14 de octubre de 2010 la embajadora de Francia en Vanuatu, Françoise Maylié, firmó un acuerdo con VBTC para extender la señal de Televisión Blong Vanuatu junto con la de TV5 Monde mediante la instalación de dos nuevos transmisores: uno en Port Vila y el otro en Luganville.